# Riviera Beach (Maryland)
Riviera Beach – jednostka osadnicza w Stanach Zjednoczonych, w stanie Maryland, w hrabstwie Anne Arundel.